# Goiatuba Esporte Clube
Maillots
Le Goiatuba Esporte Clube est un club brésilien de football basé à Goiatuba dans l'État de Goiás.

## Palmarès
- Championnat du Goiás :
  - Champion : 1992

- Championnat de football de Goiás - Deuxième division :
  - Champion : 1984, 1997, 2021

- Championnat de football de Goiás - Troisième division :
  - Champion : 2019